# Zequinha de Abreu
Zequinha de Abreu (1880 – 1935), compositor, instrumentista y regente brasileño nacido en Santa Rita do Passa Quatro, autor de Tico-Tico no Fubá, una de las músicas brasileñas más grabadas en el exterior.
Niño prodigio en música, durante el curso primario organizó su banda, en la escuela. Entró hacia el seminario en  São Paulo (1894), donde estudió armonía, pero envés a las otras actividades del internato volvió para Santa Rita do Passa Quatro (1896), yendo a trabajar en la farmacia del padre. A partir de esa época hizo sus primeras composiciones, como Flor de la Carretera y Bafo de Onza y organizó una nueva banda (1897) y pasó a hacer shows por el interior paulista. Al presentar en un baile de la ciudad uno lloro aún sin nombre, y delante del estrepitoso éxito bullicioso entre bailarines y de los comentarios que parecía un tico-tico en la harina, resolvió denominarlo  Tico-Tico no Fubá (1917), que se haría su composición más famosa, divulgada en Estados Unidos los años 40 por Carmen Miranda. Cambiándose para São Paulo (1919), trabajó como pianista demostrador de la Casa Beethoven, especializada en la venta de partituras e instrumentos musicales. Animó dancings y cabarés y tocó sus composiciones en las casas de las familias más pudientes, aprovechando para vender partituras. Fundó la banda Zequinha de Abreu (1933) y murió dos años después, en São Paulo. Diecisiete años después, la Compañía Vera Cruz produce la película Tico-Tico Fubá, basado en su vida.

## Obras conocidas
- Tico-Tico no Fubá
- Amando sobre o mar
- Alvorada de Glória
- Sururù na Cidade
- Branca

- Datos: Q167752
- Multimedia: Zequinha de Abreu / Q167752